# Bas Paauwe
Bastiaan Jacob Paauwe, noto come Bas Paauwe (Rotterdam, 4 ottobre 1911 – Hoogvliet, 27 febbraio 1989), è stato un calciatore olandese, di ruolo centrocampista.

## Carriera
Con il Feyenoord vinse il campionato olandese nel 1936, nel 1938 e nel 1940 e la Coppa KNVB nel 1930 e nel 1935.

## Palmarès

### Giocatore

#### Competizioni nazionali
- Campionato olandese: 3

Feyenoord: 1935-1936, 1937-1938, 1939-1940
- Coppa dei Paesi Bassi: 2

Feyenoord: 1929-1930, 1934-1935

### Allenatore

#### Competizioni nazionali
- Tweede Divisie: 1

Wageningen: 1967-1968
- Eerste Divisie: 1

Heerenveen: 1969-1970